# سیارک ۱۱۷۴۱۳
سیارک ۱۱۷۴۱۳ (به انگلیسی: 117413 Ramonycajal، نامگذاری:2005AE13) صد و هفده هزار و چهارصد و سیزدهمین سیارک کشف شده‌است که در ۸ ژانویه ۲۰۰۵ کشف شد.